# ويلسبرينج إيجيبت
ويلسبرينج إيجيبت، شركة خدمة مجتمعية تأسست في عام 2009 تعمل في الأنشطة والتعلم العملي عن طريق برامج القيادة، ومجموعات الدعم والتنمية الأسرية، والمعسكرات، والمعسكرات النهارية، ومعسكرات الأب/الأم والطفل، ومعسكرات المدارس الحكومية والمحلية والمعسكرات الدولية التي تقام في الولايات المتحدة الأمريكية وبولندا واليونان وإيطاليا وأوكرانيا. كما توجد أيضًا في لبنان والمغرب.
تم اعتماد ويلسبرينج إيجيبت من قبل مؤسسة «تنمية القيادة الدولية» (بالإنجليزية: Leadership Development International)، ومؤسسة «وينشيب الدولية» (بالإنجليزية: WinShape international).

## مشاريع
- مبادرة «هنعيشها مصرى»، ضمن بروتوكول التعاون مع وزارة الهجرة المصرية برئاسة نبيلة مكرم لإطلاق معسكر سنوي يهدف إلى تعميق الروح الوطنية للجيل الجديد من أطفال مصر المغتربين في المرحلة العمرية بين 12 إلى 16 سنة، وتصحيح مفاهيمهم الخاطئة عن العادات والتقاليد في مصر.[6][7][8][9][10]
- مبادرة «مراكب النجاة» أيضا بالتعاون مع وزارة الهجرة المصرية، التي تمت في المحافظات المصدرة للهجرة غير الشرعية بهدف تعزيز التوعية لديهم بمخاطر هذه الظاهرة.[11][12]
- مبادرة "تمكين جيل جديد وتغيير المجتمع المصري من الداخل إلى الخارج" ضمن بروتوكول التعاون مع وزارة التربية والتعليم المصرية برئاسة طارق شوقي، تهدف المبادرة إلى ترسيخ الأخلاق والمبادئ الإنسانية بين الشباب في الأحياء الفقيرة من خلال الرياضة.[13][14]
- توقيع بروتوكول تعاون مع المجلس القومي للمرأة وهيئة الأمم المتحدة للمرأة، لدعم التعاون بين الجانبين في مجال النهوض بأفراد الأسرة من خلال تقديم الخدمات التدريبية للفئات المستهدفة من المجلس، تشمل من بينها 8 معسكرات في حي الأسمرات، ومن بينها معسكر «اكتشفني»، «أنا وماما»، و«أنا وبابا»، و«أنا وعائلتي»، بالإضافة إلى عدد من الأنشطة في محافظة أسوان، وتنظيم معسكر للواعظات والراهبات وخادمات الكنائس.[15][16][17][18][19]
- مبادرة رعاية 500 ألف طالب مصرى، نظمتها الشركة في 6 محافظات مصرية، وهي: الأقصر، سوهاج، أسيوط، المنيا، بنى سويف، الفيوم، القليوبية، والقاهرة في منطقة السبتية"، الهدف من المبادرة إرساء قيمة تقبل الطالب لنفسه، وبحثه عن تميزه بعيدًا عن المهارات التي يتمتع بها.[20]
- تنظيم ندوة «اكتشف» بمشاركة الدكتورة ياسمين فؤاد وزيرة البيئة.[21][22]
- تنظم مؤتمر "لأني أب" بحضور 100 رجل دين إسلامي ومسيحي، عقد المؤتمر تحت مظلة بيت العائلة المصري، واستضاف المؤتمر مؤسس حركة (العالم يحتاج إلى أب) العالمية، كاسي كارستنز، التي أُسست عام 2011 بهدف «استرداد دور الأب داخل المجتمع، وعودة الأبوة إلى تأثيرها العميق في الأسرة، وبالتالي في المجتمع ككل».[23] وقد استقبل البابا تواضروس الثاني يستقبل وفد من المؤتمر بالكاتدرائية.[24]
- تقديم برنامج "الفاميليا" بالتعاقد مع المنتج رامي السكري والفنان أحمد أمين.[25][26]
- تدريب المعلمين[27] وإقامة معسكرات لذوي الاحتياجات الخاصة.[28] وتنظيم معسكرات للأطفال الذين بلا مأوى بالتعاون مع وزارة التضامن الاجتماعي وصندوق تحيا مصر[29][30]